# Bati Youth Football Academy
Il Bati Youth Football Academy è una società calcistica cambogiana con sede nella città di Phnom Penh.

## Palmarès

### Competizioni nazionali
- Cambodia Second League: 1

2021

## Organico

### Rosa 2020
| N. |                     | Ruolo | Calciatore          |
| -- | ------------------- | ----- | ------------------- |
| 1  | Cambogia (bandiera) | P     | Tha Chan Rithy      |
| 2  | Cambogia (bandiera) | D     | Ry Leabpheng        |
| 3  | Cambogia (bandiera) | D     | Chhim Pich Punleu   |
| 4  | Cambogia (bandiera) | D     | Choung Makara       |
| 5  | Cambogia (bandiera) | C     | Sao Vaifei          |
| 6  | Cambogia (bandiera) | C     | Im Vinun            |
| 7  | Cambogia (bandiera) | C     | Ean Pisey           |
| 8  | Cambogia (bandiera) | C     | Chu Sinti           |
| 9  | Cambogia (bandiera) | A     | Seang Chanthea      |
| 10 | Cambogia (bandiera) | A     | Bunthoeun Bunnarong |

| N. |                     | Ruolo | Calciatore     |
| -- | ------------------- | ----- | -------------- |
| 11 | Cambogia (bandiera) | A     | Srouch Chivon  |
| 12 | Cambogia (bandiera) | C     | Chea Sokmeng   |
| 13 | Cambogia (bandiera) | P     | Koy Salim      |
| 14 | Cambogia (bandiera) | A     | Phem Taosinh   |
| 16 | Cambogia (bandiera) | C     | Tann Poti      |
| 18 | Cambogia (bandiera) | C     | Nou Chenmakara |
| 19 | Cambogia (bandiera) | C     | Seng Sambath   |
| 20 | Cambogia (bandiera) | A     | Thy Leang      |
| 23 | Cambogia (bandiera) | D     | Tang Bunchhay  |
| 24 | Cambogia (bandiera) | C     | Sa Ty          |

### Staff tecnico
- Koji Gyotoku - Allenatore